# Phaenopsectra gressitti
Phaenopsectra gressitti är en tvåvingeart som beskrevs av Tokunaga 1964. Phaenopsectra gressitti ingår i släktet Phaenopsectra och familjen fjädermyggor. Inga underarter finns listade i Catalogue of Life.